# Alfred von Buddenbrock (Generalleutnant, 1826)
Wilhelm David Theophil Alfred Freiherr von Buddenbrock (* 5. August 1826 in Königsberg; † 20. April 1887 in Hannover) war ein preußischer Generalleutnant.

## Leben

### Herkunft
Alfred war ein Sohn von Friedrich von Buddenbrock (1781–1867) und dessen ersten Ehefrau Christiane Emilie, geborene von Leslie (1792–1828). Sein Vater war später preußischer Generalleutnant und Majoratsherrn auf Klein-Ottlau.

### Militärkarriere
Nach dem Abitur am Kneiphöfischen Gymnasium in Königsberg studierte er 1845 an der Rheinischen Friedrich-Wilhelms-Universität Rechts- und Kameralwissenschaften. 1846 wurde er Mitglied des Corps Borussia Bonn.
Ab 1. April 1845 leistete Buddenbrock seinen Einjährigen Dienst im 3. Kürassier-Regiment ab und wurde im Jahr darauf zur Reserve entlassen. Er trat am 1. August 1848 als Avantageur in das 2. Kürassier-Regiment der Preußischen Armee ein. Mit diesem Regiment kam er während des Krieges gegen Dänemark am 8. August 1848 im Gefecht bei Stepping zum Einsatz.
1863 war er Rittmeister im Kriegsministerium und machte 1866 den Feldzug gegen Österreich in Begleitung des Kriegsministers Albrecht von Roon im Großen Hauptquartier mit. Nach dem Krieg kehrte Buddenbrock in den Truppendienst zurück und wurde Eskadronchef im Ulanen-Regiment Nr. 13. Ende des Jahres wurde er in den Johanniterorden aufgenommen und am 16. November 1867 zum Major befördert. Mitte März 1869 folgte seine erneute Versetzung in das Kriegsministerium nach Berlin, wo er wieder in der Armeeabteilung eingesetzt wurde. Für die Dauer des mobilen Verhältnisses während des Deutsch-Französischen Krieges war Buddenbrock etatmäßiger Stabsoffizier im Ulanen-Regiment Nr. 13. Gleich zu Beginn des Krieges wurde er am 16. August 1870 in der Schlacht von Mars-la-Tour durch einen Schuss in den linken Oberarm sowie durch mehrere Degenstiche in die Brust schwer verwundet. Am 15. September 1870 erhielt er das Eiserne Kreuz II. Klasse. Nach seiner Gesundung versah er wieder Dienst im Kriegsministerium und wurde am 8. August 1871 Stabsoffizier im Leib-Kürassier-Regiment „Großer Kurfürst“ (Schlesisches) Nr. 1. Am 4. November 1872 beauftragte man ihn zunächst mit der Führung des Kürassier-Regiments (Westfälisches) Nr. 4. Nachdem Buddenbrock am 22. März 1873 zum Oberstleutnant befördert worden war, wurde er am 15. April 1873 zum Regimentskommandeur ernannt. In dieser Stellung folgte im Juli 1875 die Beförderung zum Oberst sowie im September 1877 die Verleihung des Kronenordens II. Klasse.
Als Generalmajor erhielt er am 11. Februar 1882 das Kommando über die 19. Kavallerie-Brigade. Für seine langjährigen Leistungen wurde er am 20. Januar 1884 mit dem Roten Adlerorden II. Klasse mit Eichenlaub ausgezeichnet. Im gleichen Jahr wurde er gemeinsam mit seinem Bruder Rudolph von Buddenbrock in den erblichen preußischen Freiherrenstand erhoben. Krankheitsbedingt nahm Buddenbrock seinen Abschied und wurde am 11. Dezember 1886 unter Verleihung des Charakters als Generalleutnant mit Pension zur Disposition gestellt.

### Familie
Buddenbrock hatte sich am 18. November 1853 in Berlin mit Anna Karoline Auguste von Sobbe (* 17. September 1833 auf Schloss Stolpe; † 23. September 1897 in Oberhaslach) verheiratet. Aus der Ehe ging die Tochter Hedwig (* 28. Juni 1855 in Pasewalk; † 12. Mai 1917 in Baden-Baden) hervor, die am 18. November 1874 den damaligen Leutnant und Freiherren Eduard Grote († 4. Mai 1900) heiratete.

## Schriften
- Die Ausbildung der Escadron im Felddienst.
- Condition der Dienst-Pferde. Wie werden die Dienstpferde in guter Condition erhalten? 1887.